# Henry Jackman
Henry Pryce Jackman (Hillingdon, 30 luglio 1974) è un compositore inglese.
È famoso per avere composto la colonna sonora dei due film di Kick-Ass e di quattro classici Disney, ovvero Winnie the Pooh - Nuove avventure nel Bosco dei 100 Acri, Ralph Spaccatutto, Ralph spacca Internet e Big Hero 6.

## Biografia
Jackman è nato a Hillingdon. Ha studiato musica classica nel Coro del Duomo della Scuola di St. Paul, nell'Eton College, nel Framlingham College e nell'Università di Oxford. Ha lavorato con artisti tra cui Mike Oldfield, Elton John e Gary Barlow. Ha co-prodotto con Seal un inedito intitolato Togetherland (2001).
Jackman ha pubblicato tre album: Utopia (2003), Transfiguration (2005) e Acoustica (2007). Ha avuto vari ruoli minori in colonne sonore di alcuni film, e generalmente lavorava con Hans Zimmer, come programmatore di musica nella colonna sonora del film Il codice da Vinci, Il cavaliere oscuro e come arrangiatore musicale per Pirati dei Caraibi - La maledizione del forziere fantasma, Pirati dei Caraibi - Ai confini del mondo, I Simpson - Il film, Kung Fu Panda e Hancock. Ha composto la colonna sonora di alcuni film, tra cui X-Men - L'inizio, Winnie the Pooh - Nuove avventure nel Bosco dei 100 Acri, La leggenda del cacciatore di vampiri, Ralph Spaccatutto, Mostri contro alieni, I fantastici viaggi di Gulliver ed ha composto anche per i due film di Kick-Ass.

## Album
- Toghetherland (2001)
- Utopia (2003)
- Transfiguration (2005)
- Acoustica (2007)

## Colonne sonore
- Mostri contro alieni (Monsters vs. Aliens), regia di Conrad Vernon (2009)
- Kick-Ass, Matthew Vaughn (2010)
- I fantastici viaggi di Gulliver (Gulliver's Travels), regia di Rob Letterman (2010)
- Winnie the Pooh - Nuove avventure nel Bosco dei 100 Acri (Winnie the Pooh), regia di Don Hall (2011)
- X-Men - L'inizio (X-Men: First Class), Matthew Vaughn (2011)
- Il gatto con gli stivali (Puss in Boots), regia di Chris Miller (2011)
- La leggenda del cacciatore di vampiri (Abraham Lincoln: Vampire Hunter), regia di Timur Bekmambetov (2012)
- Ralph Spaccatutto (Wreck-It Ralph), regia di Rich Moore (2012)
- G.I. Joe - La vendetta (G. I. Joe: Retaliation(, regia di Jon Chu (2013)
- Facciamola finita (This is the End), regia di Seth Rogen (2013)
- Turbo, regia di David Soren (2013)
- Kick-Ass 2, regia di Jeff Wadlow (2013)
- Captain Phillips - Attacco in mare aperto (Captain Phillips), regia di Tom Hanks (2013)
- Captain America: The Winter Soldier, regia di Anthony e Joe Russo (2014)
- Big Hero 6, regia di Chris Williams (2014)
- The Interview, regia di Evan Goldberg e Seth Rogen (2014)
- Pixels, regia di Chris Columbus (2015)
- Kingsman - Secret Service (Kingsman: The Secret Service), regia di Matthew Vaughn (2015)
- La quinta onda (The 5th Wave), regia di J Blakeson (2016)
- Captain America: Civil War, regia di Anthony e Joe Russo (2016)
- The Birth of a Nation - Il risveglio di un popolo (The Birth of a Nation), regia di Nate Parker (2016)
- Jack Reacher - Punto di non ritorno (Jack Reacher: Never Go Back), regia di Edward Zwick (2016)
- Uncharted 4: Fine di un ladro (Uncharted 4: A Thief's End), Videogioco per PS4 (2016)
- Uncharted: L'eredità perduta (Uncharted: The Lost Legacy), Videogioco per PS4 (2017)
- Kong: Skull Island, regia di Jordan Vogt-Roberts (2017)
- Kingsman - Il cerchio d'oro (Kingsman: The Golden Circle), regia di Matthew Vaughn (2017)
- Jumanji - Benvenuti nella giungla (Jumanji: Welcome to the Jungle), regia di Jake Kasdan (2017)
- Ralph spacca Internet (Ralph Breaks the Internet), regia di Phil Johnston e Rich Moore (2018)
- The Predator, regia di Shane Black (2018)
- La verità negata, regia di Edward Zwick (2018)
- Pokémon: Detective Pikachu, regia di Rob Letterman (2019)
- City of Crime (21 Bridges), regia di Brian Kirk (2019)
- Jumanji: The Next Level, regia di Jake Kasdan (2019)
- Tyler Rake (Extraction), regia di Sam Hargrave (2020)
- Cherry - Innocenza perduta (Cherry), regia di Anthony e Joe Russo (2021)
- Ron - Un amico fuori programma (Ron's Gone Wrong), regia di Sarah Smith e Jean-Philippe Vine (2021)
- The Gray Man, regia di Anthony e Joe Russo (2022)
- Strange World - Un mondo misterioso (Strange World), regia di Don Hall (2022)
- Uno Rosso (Red One), regia di Jake Kasdan (2024)